# احمد جلال (بازیکن فوتبال، زاده ۱۹۹۸)
احمد جلال (انگلیسی: Ahmed Jalal؛ زادهٔ ۱۷ مارس ۱۹۹۸) بازیکن فوتبال  اهل عراق است.
از باشگاه‌هایی که در آن بازی کرده‌است می‌توان به باشگاه ورزشی الزورا اشاره کرد.
وی همچنین در تیم‌های ملی فوتبال زیر ۲۳ سال عراق و عراق بازی کرده‌است.